# Waste Management
Waste Management – trzeci anglojęzyczny album t.A.T.u. wydany po raz pierwszy 15 grudnia 2009 na platformie multimedialnej iTunes oraz w sklepie Amazon. Album trafił też do sprzedaży fizycznie w Rosji oraz krajach Ameryki Północnej.  Do Unii Europejskiej oraz Japonii jest importowany z tych krajów.
Waste Management jest międzynarodową wersją krążka Wiesiołyje ułybki / Happy Smiles, wydanego w Rosji w 2008 roku. Składają się na niego utwory przetłumaczone na angielski oraz takie, które powstały tylko w wersji angielskiej. Ponadto w ramach "bonusa" zamieszczono trzy remiksy (dwa w języku rosyjskim i jeden w angielskim).

## Lista utworów
1. White Robe
2. You and I
3. Sparks
4. Snowfalls
5. Marsyanskie Glaza
6. Little People
7. Waste Management
8. Running Blind
9. Fly on the Wall
10. Time of the Moon
11. Don't Regret
12. Beliy Plaschik (Fly Dream Remix)
13. Running Blind (Transformer Remix)
14. Ne Zhaley (Sniper Remix)

- Edycja Waste Management - Trascendent Version tworzy spójną całość, gdyż wszystkie piosenki są połączone między sobą krótkimi instrumentalnymi przerywnikami.
- Dostępna też jest wersja bez instrumentali, która trwa około 10 min. krócej.
- Utwór nr 5 - "Martian Eyes" - jest jedyną nieprzetłumaczoną piosenką z języka rosyjskiego - jest to więc ta sama wersja, co na wydanym rok wcześniej rosyjskim albumie Happy Smiles.
- "Waste Management" to instrumental, zamieszczony już na poprzednim krążku.

## Notowania
| Kraj/Region               | Pozycja | Status | Sprzedaż |
| ------------------------- | ------- | ------ | -------- |
| Brazylia                  | ?       |        |          |
| Rosja                     | 16      |        |          |
| Tajwan                    | 5       |        |          |
| USA (import)              | -       |        | 1,000+   |
| Kraj (iTunes)             | Pozycja | Status | Sprzedaż |
| Australia - Pop           | 55      |        |          |
| Francja - Pop             | 64      |        |          |
| Japonia - Pop             | 91      |        |          |
| Meksyk - Ogólnie          | 8       |        |          |
| Meksyk - Pop              | 3       |        |          |
| Niemcy - Pop              | 138     |        |          |
| Norwegia - Pop            | 68      |        |          |
| Szwecja - Pop             | 95      |        |          |
| USA - Pop                 | 37      |        |          |
| Wielka Brytania - Ogólnie | 52      |        |          |

## Ciekawostki
- Nazwa Waste Management to roboczy tytuł albumu, który (tytuł ten) pojawił się już w 2007 roku. Przed wydaniem rosyjskojęzycznego odpowiednika krążka zmieniono jego nazwę z Uprawlenie otbrosami (co oznacza właśnie Waste Management - Gospodarka odpadami) na Wiesiołyje ułybki (Happy Smiles - Wesołe uśmiechy) oraz przedstawiono nową okładkę z astronautą. Angielską nazwę Happy Smiles wykorzystano do promocji rosyjskiego krążka w Europie i Ameryce, więc dla całkowicie anglojęzycznego materiału wybrano z powrotem nazwę Waste Management.

Kiedy przygotowywałyśmy to wydawnictwo, zrozumiałyśmy że wszyscy byli trochę znudzeni już istniejącym projektem graficznym (Happy Smiles). Teraz zamiast astronautów i marsjańskich pejzaży, szukajcie dwóch "wystylizowanych" dziewczyn w podartych płaszczach."

- Pierwszym oficjalnym singlem promującym jest White Robe, który w listopadzie 2009 miał swoją premierę na YouTube oraz MTV Brazil. Utwór został także rozesłany do wybranych europejskich stacji radiowych (także do Polski - RMF FM). Kolejnymi singlami będą Sparks oraz Snowfalls.
- Klip do Snowfalls miał jednak premierę już w lipcu 2009 na kanale MTV Baltic, nadającym na Litwie, Łotwie i Estonii, sam utwór został udostępniony na iTunes - nie odniósł on jednak żadnych sukcesów. Najprawdopodobniej w 2010 roku zostanie ponownie wydany, tym razem jako oficjalny singel promujący i kończący promocję Waste Management (podobnie jak jego rosyjska wersja Sniegopady zakończyła promocję Wiesiołyje ułybki).
- Do krążka dodana jest 24-stronicowa książeczka.